# Cząstków Polski
Cząstków Polski – wieś sołecka w Polsce położona w województwie mazowieckim, w powiecie nowodworskim, w gminie Czosnów.
Wieś usytuowana jest na dawnym szlaku Warszawa – Modlin pomiędzy Łomną a Cząstkowem Mazowieckim. Wieś ma charakter wsi ulicowej.
W okresie międzywojennym Cząstków Polski leżał w gminie Cząstków, której siedziba znajdowała się w Czosnowie i należał do powiatu warszawskiego w woj. warszawskim. W okresie okupacji hitlerowskiej wieś leżała na terenie włączonym do Prus Wschodnich w pobliżu granicy z Generalnym Gubernatorstwem. W latach 1975–1998 miejscowość administracyjnie należała do województwa warszawskiego.
Mimo że liczba mieszkańców Cząstkowa Polskiego była zawsze wyższa niż Cząstkowa Mazowieckiego, to nie ma tu żadnej instytucji dla mieszkańców (jak np. parafia, ośrodek zdrowia, apteka) z wyjątkiem domu Koła Gospodyń Wiejskich.